# Bałtów (gemeente)
De gemeente Bałtów is een landgemeente in het Poolse woiwodschap Święty Krzyż, in powiat Ostrowiecki.
De zetel van de gemeente is in Bałtów.
Op 30 juni 2004 telde de gemeente 4044 inwoners.

## Oppervlakte gegevens
In 2002 bedroeg de totale oppervlakte van gemeente Bałtów 104,92 km², waarvan:
- agrarisch gebied: 54%
- bossen: 41%

De gemeente beslaat 17,02% van de totale oppervlakte van de powiat.

## Demografie
Stand op 30 juni 2004:
| Omschrijving                   | Totaal | Totaal | Vrouwen | Vrouwen | Mannen | Mannen |
| ------------------------------ | ------ | ------ | ------- | ------- | ------ | ------ |
| eenheid                        | aantal | %      | aantal  | %       | aantal | %      |
| inwoners                       | 4044   | 100    | 2012    | 49,8    | 2032   | 50,2   |
| bevolkingsdichtheid (inw./km²) | 38,5   | 38,5   | 19,2    | 19,2    | 19,4   | 19,4   |

In 2002 bedroeg het gemiddelde inkomen per inwoner 1143,04 zł.

## Aangrenzende gemeenten

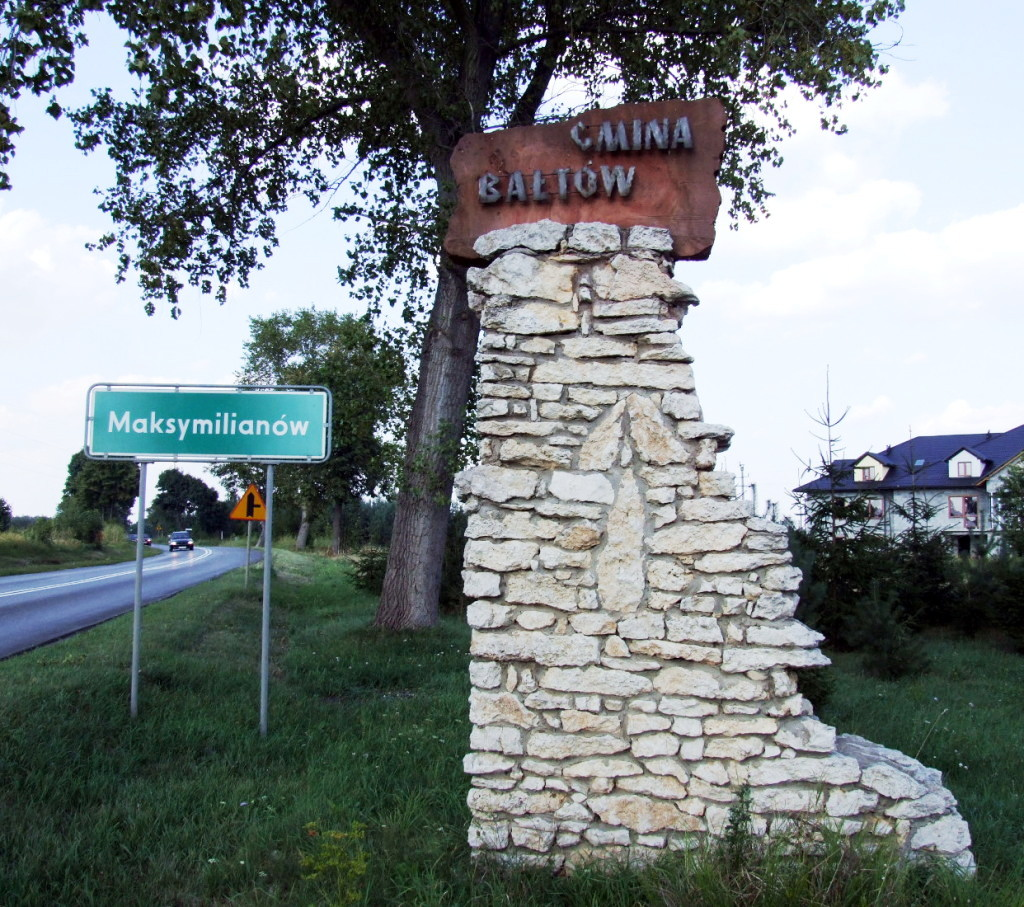
Welkom in Bałtów

Bodzechów, Ćmielów, Sienno, Tarłów